# 38 Pułk Zmechanizowany
38 Pułk Zmechanizowany – oddział zmechanizowany Sił Zbrojnych PRL.
Sformowany jako 38 pułk piechoty 11 Dywizji Piechoty. Od 1946 stacjonował w garnizonie Kożuchów. W wyniku reorganizacji 11 DP w 1946 roku 38 pp został podporządkowany 4 Pomorskiej Dywizji Piechoty w Krośnie Odrzańskim. W 1958 roku w wyniku reorganizacji WP 38 pp przeszedł ponownie w podporządkowanie 11 DZ zmieniając strukturę pułku piechoty na zmechanizowaną. Jednostka zmieniła jednocześnie numer JW z 3564 na 3001.
W wyniku kolejnych zmian w żagańskiej dywizji 38 pułk zmechanizowany po raz drugi wyszedł poza strukturę 11 Dywizji Zmechanizowanej i został podporządkowany 5 Saskiej Dywizji Pancernej im. płk. Waszkiewicza.

## Skład organizacyjny (lata 60. XX w)
- trzy bataliony piechoty zmotoryzowanej
  - trzy kompanie piechoty zmotoryzowanej
  - kompania wsparcia
- batalion czołgów
  - trzy kompanie czołgów
- artyleria pułkowa
  - bateria haubic 122 mm
  - bateria przeciwpancerna
- kompanie: rozpoznawcza, saperów, łączności, medyczna, remontowa i transportowa
- plutony: chemiczny, przeciwlotniczy, remontu uzbrojenia i regulacji ruchu.

Pułk liczył 1636 żołnierzy.

## Uzbrojenie
- 31 czołgów T-54A

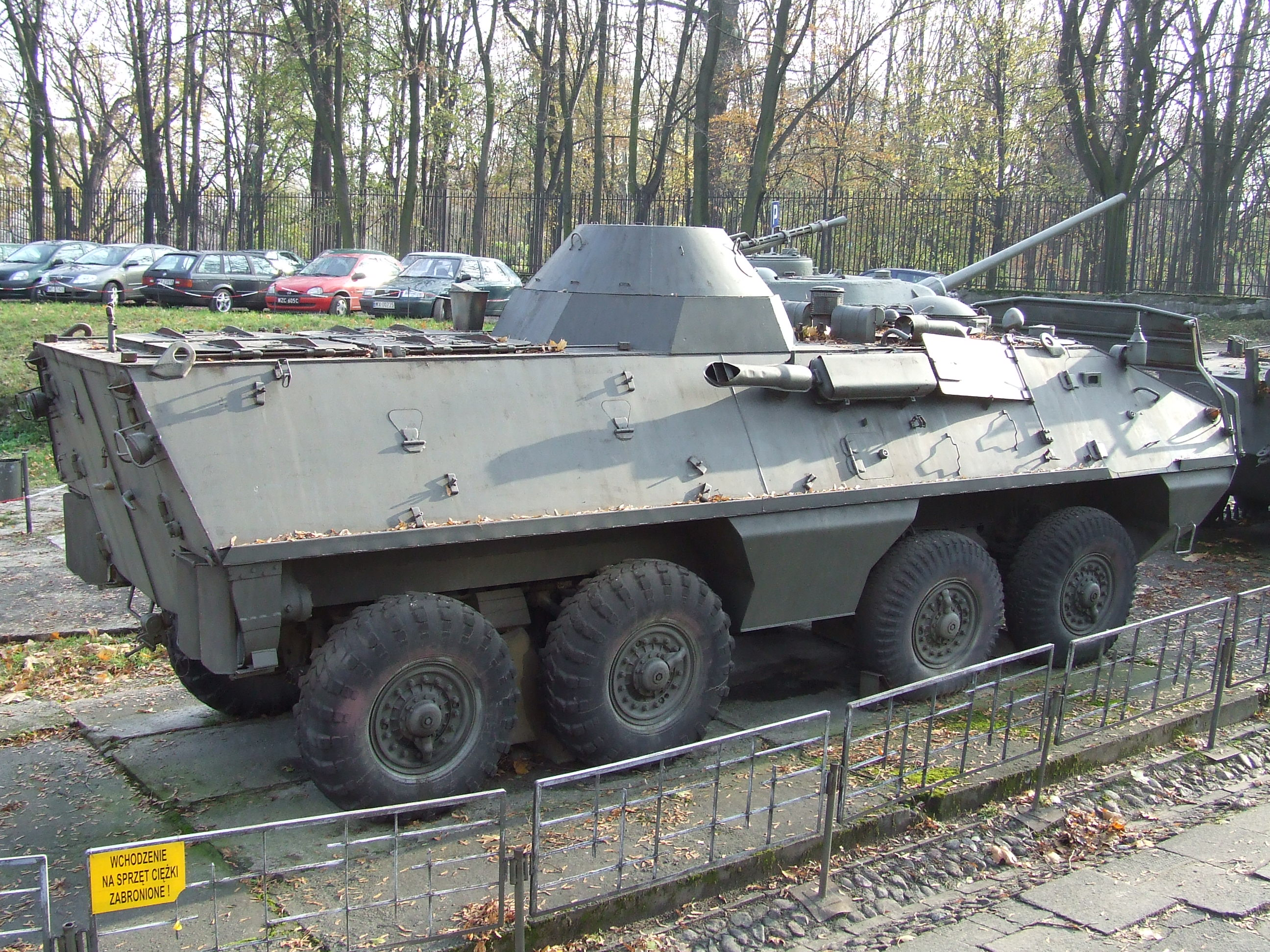
Transporter pułku SKOT 2A

- 79 transporterów opancerzonych SKOT
- 11 opancerzonych samochodów rozpoznawczych BRDM-1
- 3 samobieżne wyrzutnie ppk „Trzmiel”
- 6 haubic 122 mm
- 9 armat przeciwpancernych 85 mm wz. 1944 (D-44)
- 9 moździerzy 120 mm, 9 moździerzy 82 mm
- 6 dział bezodrzutowych 82 mm B-10

## Przeformowania
Na podstawie rozkazu Nr 07/MON Ministra Obrony Narodowej z 4 maja 1967 w sprawie przekazania jednostkom wojskowym historycznych nazw i numerów oddziałów frontowych oraz ustanowienia dorocznych świąt jednostek (Dz. Rozk. Tjn. MON Nr 5, poz. 21) 38 pułk zmechanizowany przemianowano na 13 pułk zmechanizowany.
Pod tą nazwą funkcjonował do momentu rozwiązania tj. do 1998 roku w strukturach początkowo 5 saskiej Dywizji Pancernej, a później jej następczyni – 5 Kresowej Dywizji Zmechanizowanej im. króla Bolesława Chrobrego w Gubinie.
Przekształcenia
1. 38 Pułk Piechoty → 38 Pułk Zmechanizowany[b] → 13 Pułk Zmechanizowany
2. 13 Pułk Piechoty↘ rozformowany w 1957